# Krakus

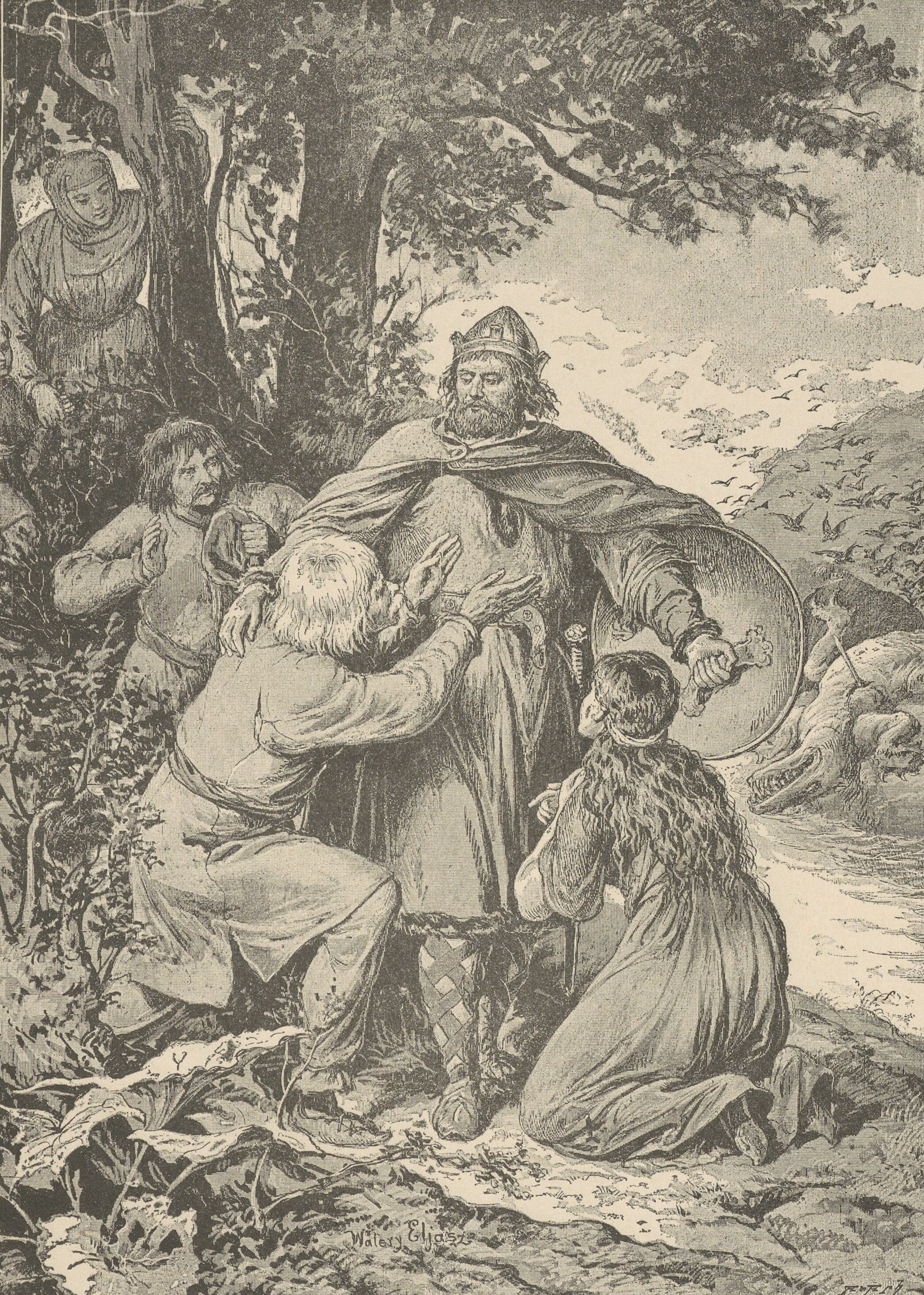
'Krak', een ets door Walery Eljasz-Radzikowski (1841-1905)

Krakus, Krak of Grakch was een legendarische Poolse prins, stichter van Krakau en de leider van de Lechitenstam. Krakus wordt ook genoemd als mogelijke bouwer van kasteel Wawel. De eerste vermelding van Krakus, toen gespeld als Grakch, is in de Chronica seu originale regum et principum Poloniae uit 1190. Van hem wordt gezegd dat hij Romeinse legers die vanuit het zuiden kwamen heeft verslagen.
Historicus J.Banaszkiewicz denkt dat de naam Krak afkomstig is van het pre-Slavische woord Krakula, dat vrij vertaald 'beschermeling' betekent. Andere historici, zoals Cetwinski en Derwich, zijn echter verdeeld over de betekenis en denken aan een andere etymologie: dat met Krak simpelweg 'eik' wordt bedoeld of ook wel Heilige Eik.
Van de Grafheuvel van Krakus, die vandaag de dag nog bestaat, werd lange tijd gedacht dat het zijn laatste rustplaats was. Er werd van 1934 tot 1938 archeologisch onderzoek naar zijn graf gedaan, maar tot op heden werd niets gevonden.
De legenden rond Krak en zijn dochter prinses Wanda verschenen voor het eerst in de vroege Poolse geschiedenis in het boekwerk Kronieken van de Koningen en prinsen van Polen (Pools: Chronica seu originale regum et principum Poloniae) van Vincentius Kadłubek. Een vergelijkbare legende, die van Krok en Libussa, verscheen ook al vroeg in de Tsjechische geschiedenisboeken, zoals in beschrijvingen van Cosmas van Praag.